# Altdorf, Böblingen
Altdorf är en kommun och ort i Landkreis Böblingen i regionen Stuttgart i Regierungsbezirk Stuttgart i förbundslandet Baden-Württemberg i Tyskland.
Kommunen ingår tillsammans med kommunerna Hildrizhausen och Holzgerlingen  i kommunalförbundet Holzgerlingen.